# Fraser (Colorado)
Pour les articles homonymes, voir Fraser.
Fraser est une ville américaine située dans le comté de Grand dans le Colorado.
Selon le recensement de 2010, Fraser compte 1 224 habitants. La municipalité s'étend sur 3,55 milles carrés (9,19 km2).
La ville doit son nom à la rivière River (en), elle-même nommée en l'honneur du pionnier Reuben Frazier.

## Démographie
| 1960 | 1970 | 1980 | 1990 | 2000 | 2010  |
| ---- | ---- | ---- | ---- | ---- | ----- |
| 253  | 221  | 470  | 575  | 910  | 1 224 |